# JR北海道キハ141系気動車
キハ141系気動車（キハ141けいきどうしゃ）は、北海道旅客鉄道（JR北海道）が保有し、かつて東日本旅客鉄道（JR東日本）が保有していた一般形気動車で、キハ141形、キハ142形、キハ143形およびキサハ144形の総称である。

## 概要
札幌市周辺の人口増加により、沿線の都市化および宅地化が急速に進んだ札沼線（学園都市線）の輸送力増強を目的として1990年（平成2年）から投入された。
電車や気動車への置き換えで余剰となっていた50系客車（オハフ51形）を改造して製作された。客車 (Passenger Car) 改造のディーゼル動車 (Diesel Car) であることからPDCとも呼ばれる。
客車の気動車化改造は、その根本的な構造の違いから（通常の気動車より重くなることが多く非力であり燃費も悪くなることが多い）国鉄・私鉄ともにほとんど成功例がないが、本系列は客車としては軽量な50系客車に、新世代の高出力直噴エンジン（DMF13HS系エンジン）を組み合わせることによって、一定以上の成果を引き出した。
4形式で合計44両が製作され、オハフ51形の約65%(およそ2/3)が本系列に改造された。客車から気動車への改造車としては日本最多である。
他形式同様、車体にコーポレートカラーの萌黄色の帯を巻いているが、外板の地色は白ではなく、ライトグレーとなっている。

## 構造
種車の車掌室を運転室として活用し、キハ54形気動車に類似する貫通扉付の前面形状をもつ。同様の手法で製作された西日本旅客鉄道（JR西日本）のキハ33形気動車と異なり、客用扉の移設はせず、種車のものをそのまま用いている。床下には駆動用エンジン・変速機などの走行機器が設置され、台車も気動車用のものに振り替えられた。
車内設備は客車時代のセミクロスシートを残しているが、輸送状況にかんがみ、ロングシート部分の増設とクロスシート部分の3列化（2列+1列）が行われている。客室窓は種車の1段上昇式2重窓をそのまま用いる。

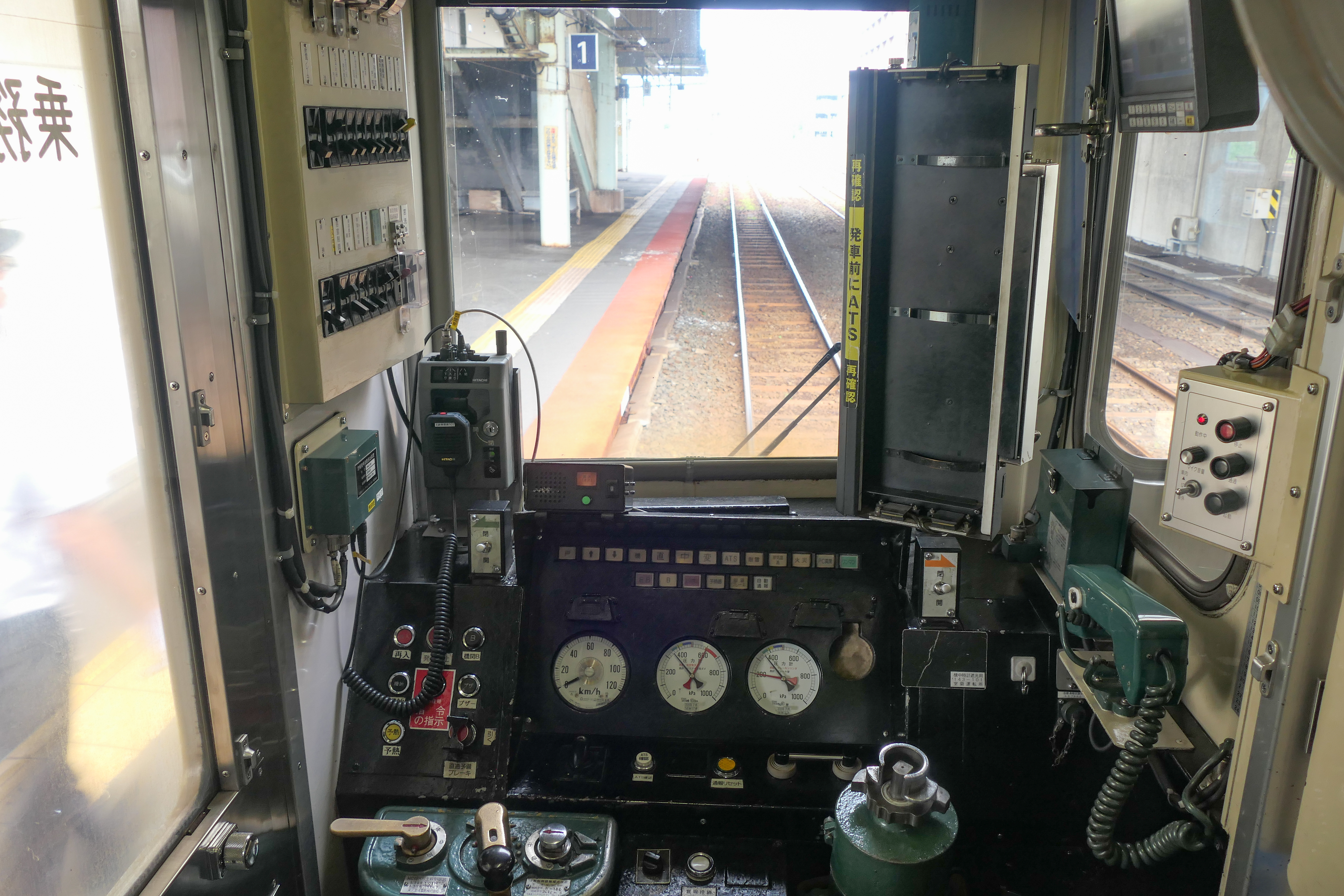
運転台（キハ143-101）
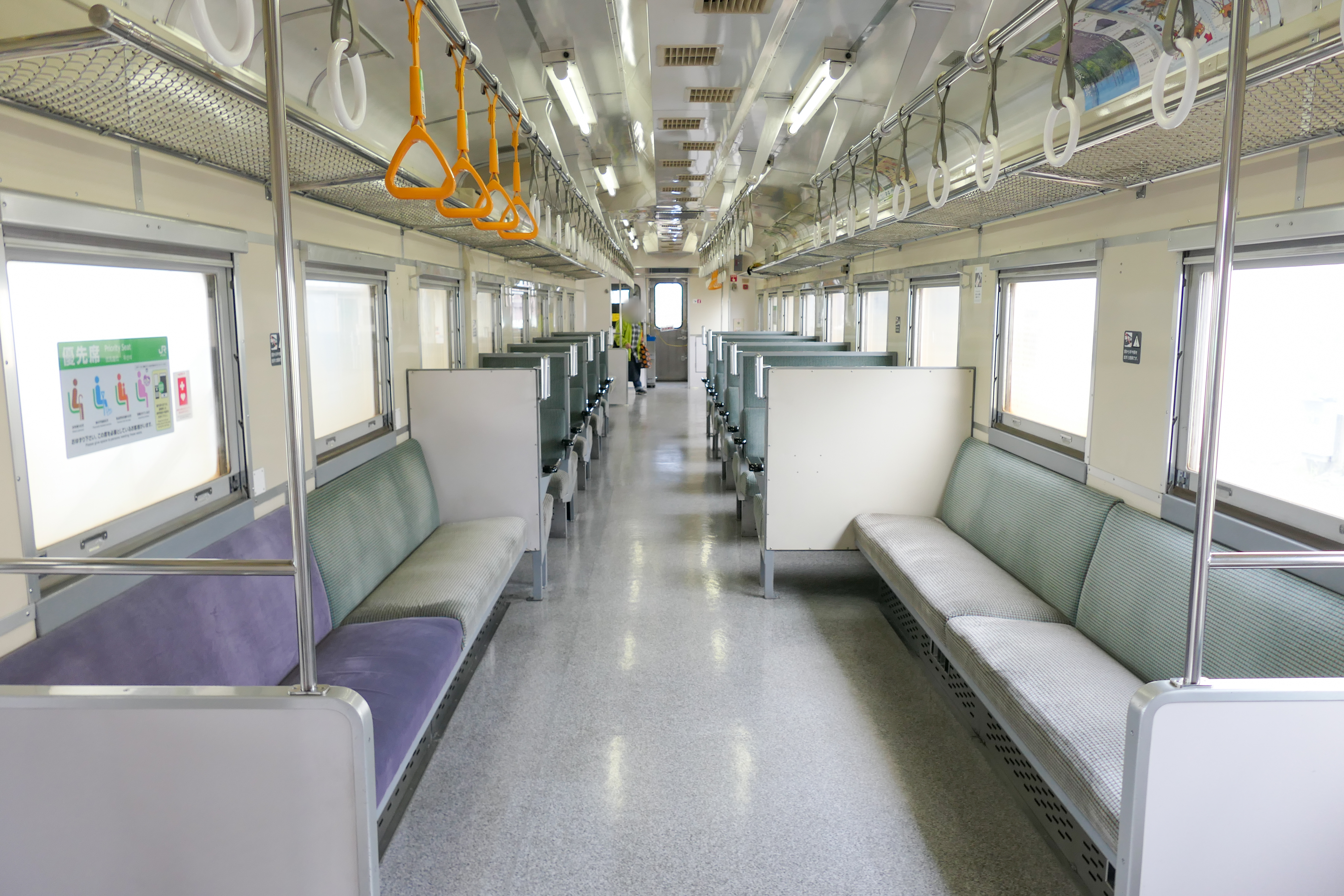
車内（キハ143-101）

## 形式別詳説

### キハ141形

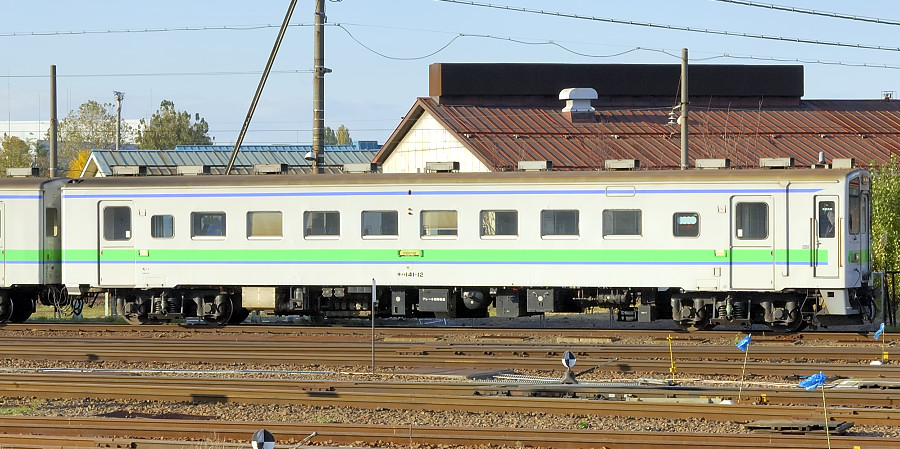
キハ141-12。オハフ51形の初期車（戸袋窓が小型）を改造した車両（2006年11月 苗穂駅）

1990年（平成2年）から1993年（平成5年）にかけて14両（1 - 14）が製作された。駆動用機関はキハ33形気動車と同様に直列6気筒横形ディーゼル機関 DMF13HS形 (250 PS / 2,000 rpm) が採用され、キハ141形では1基を搭載する。液体変速機はTC2A形またはDF115A形、台車は動台車がDT22A形、付随台車がTR51A形と、機関以外の走り装置は全て56系気動車の廃車発生品を流用している。そのため、枕ばねはコイルばね式で、最高速度も95 km/hである。
運転台は札沼線での札幌方を向いており、原則としてキハ142形の同一番号の車両と連結して運用される 。運転台側の客用扉直後にトイレが設置されている。冷房装置は搭載されていない。
キハ141-1は先行試作車で、1992年（平成4年）に苗穂工場で量産化改造が行われた。

#### 車歴表
- 改造 - 釧路：釧路運輸車両所、苗工：苗穂工場
- 配置 - 苗運：苗穂運転所

#### 改造歴
- 改造 - 苗工：苗穂工場

### キハ142形

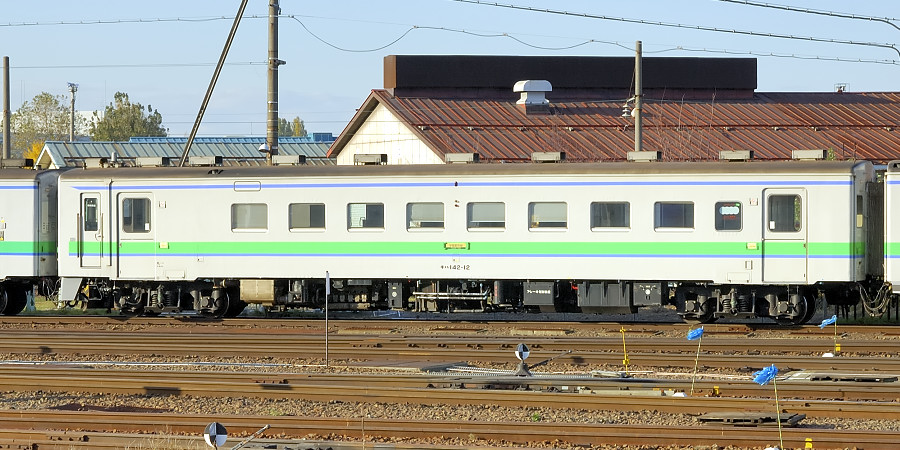
キハ142-12。トイレ窓は埋められている（2006年11月 苗穂駅）

1990年（平成2年）から1994年（平成6年）にかけて15両（1 - 14, 201）が製作された。駆動機関は、キハ54形気動車同様DMF13HS形を2基搭載する。液体変速機にTC2A形とDF115A形、台車にDT22AまたはDT22C形とそれぞれキハ22形・キハ46形・キハ56系気動車の廃車発生品を使用する点はキハ141形と同じである。最高速度は95 km/h である。
運転台は札沼線での石狩当別方を向いており、原則としてキハ141形の同一番号の車両と連結して運用される。トイレは客室スペース拡大のため改造時に撤去され、採光窓が埋められている。冷房装置は搭載されていない。
キハ142-1は先行試作車で、1992年（平成4年）に苗穂工場で量産化改造が行われた。また、キハ142-14は1995年（平成7年）の再改造でキハ142-114に改番された。
キハ142-114とキハ142-201には、キハ143形・キサハ144形との編成組成時に両形式のボタン開閉式半自動ドアを制御する機能が付加されている。キハ142-114は前述の再改造の際に設置されたが、キハ142-201は客車からの改造時点でこの仕様であった。

#### 車歴表
- 改造 - 釧路：釧路運輸車両所、五稜郭：五稜郭車両所
- 配置 - 苗運：苗穂運転所

#### 改造歴
- 改造 - 苗工：苗穂工場

### キハ143形

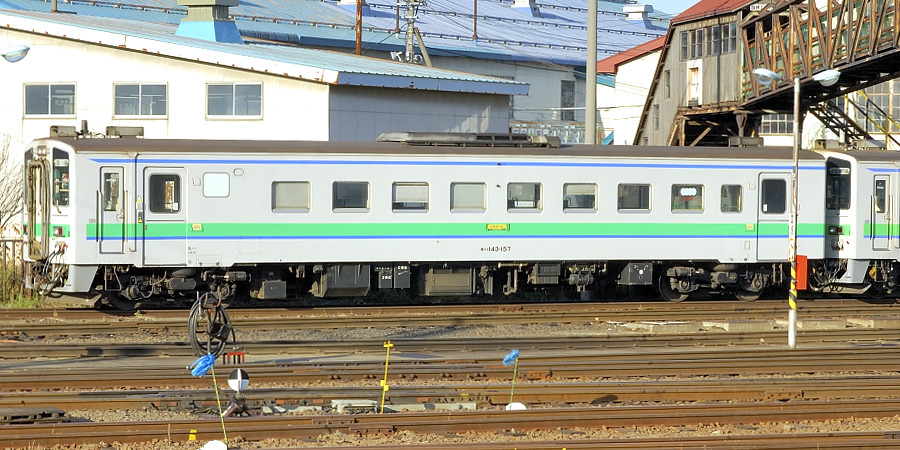
キハ143-157。台車やエンジンが変更された（2006年11月 苗穂駅）

キハ141形・キハ142形の増備にあたり、キハ150形気動車の駆動システムを用いて性能強化した形式である。1994年（平成6年）から1995年（平成7年）にかけて11両 (101 - 104・151 - 157) が製作された。100番台はトイレ不設置、150番台はトイレ設置の車両である。
定員は100番台が125名（うち座席が48名）、150番台が122名（うち座席が48名）。
駆動機関は大出力の N-DMF13HZD 形 (450 PS / 2,000 rpm) を1基搭載し、台車はキハ150形の N-DT150 形台車を基に、各部の仕様を本形式に適合させる仕様変更を行った2軸駆動式の空気ばね式ボルスタレス台車 N-DT150A形・N-TR150A形を使用する。最高速度は110 km/hである。
ラッシュ時の乗降円滑化対策として、キハ141形・キハ142形で残存していたデッキ仕切扉は撤去された。仕切扉に代わる冬期の保温対策として、客用扉はボタン開閉式の半自動扉を装備している。製作当初は冷房装置を設けなかったが、1995年（平成7年）から1996年（平成8年）にかけて冷房化改造が行われ、N-AU26 形冷房装置が屋根上に設置された。最終製作分の2両 (156・157) は1995年（平成7年）の気動車化竣工時から冷房装置を設置しており、本形式の全車両が冷房化されている。
原則として、150番台を室蘭本線での室蘭方（札沼線での札幌方）に、100番台を苫小牧方（札沼線での石狩当別方）に組成するが、キハ143-157は例外的に苫小牧方に組成され、便所は業務用室とされている。なお、札沼線では必要に応じてキサハ144形を中間に増結し、3両編成としても使用されていた。

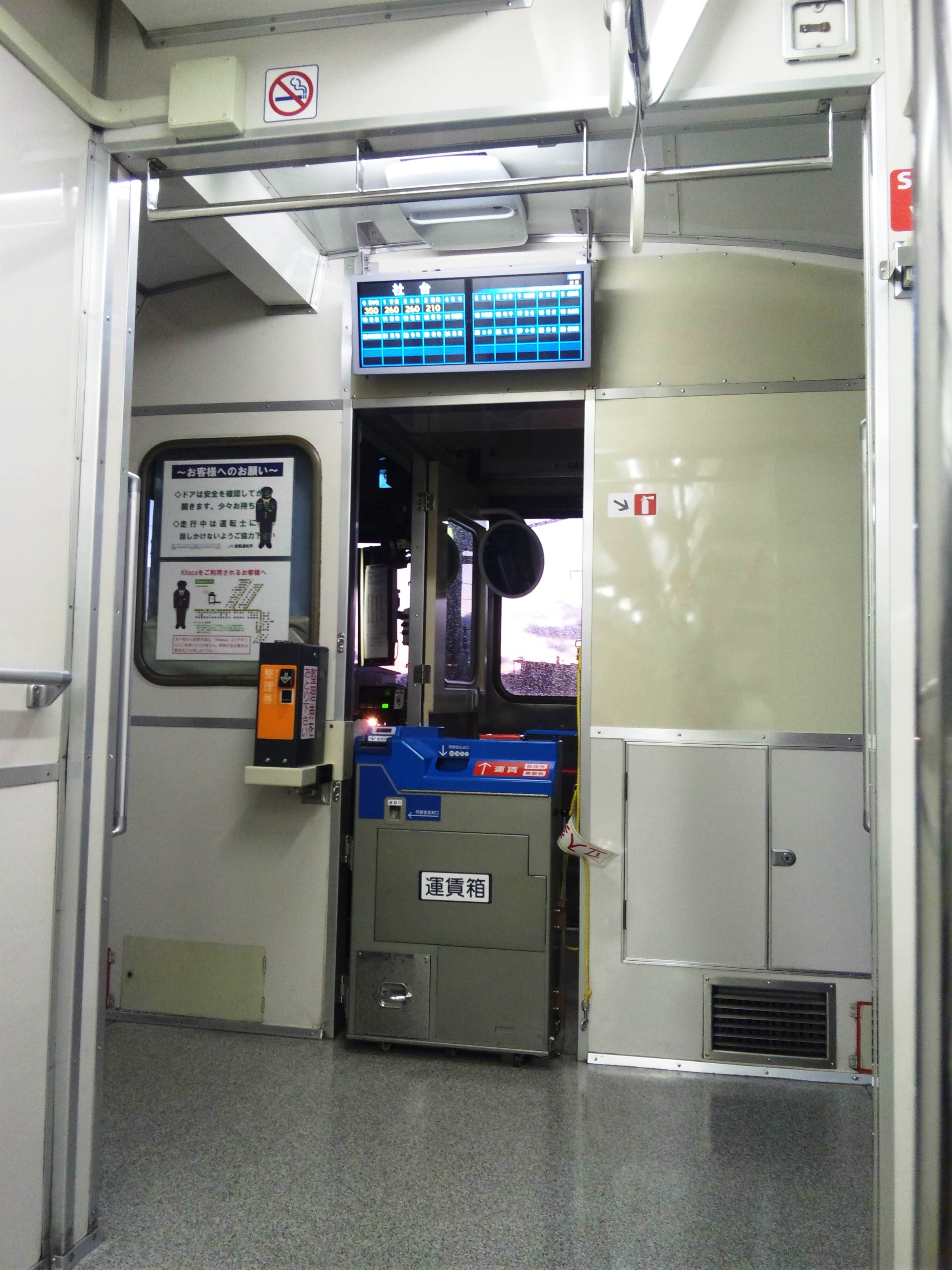
ワンマン運転対応後の運賃箱と整理券発行機。JR北海道のワンマン車両として初の運賃表示器にLCDディスプレイを採用した（2012年11月）
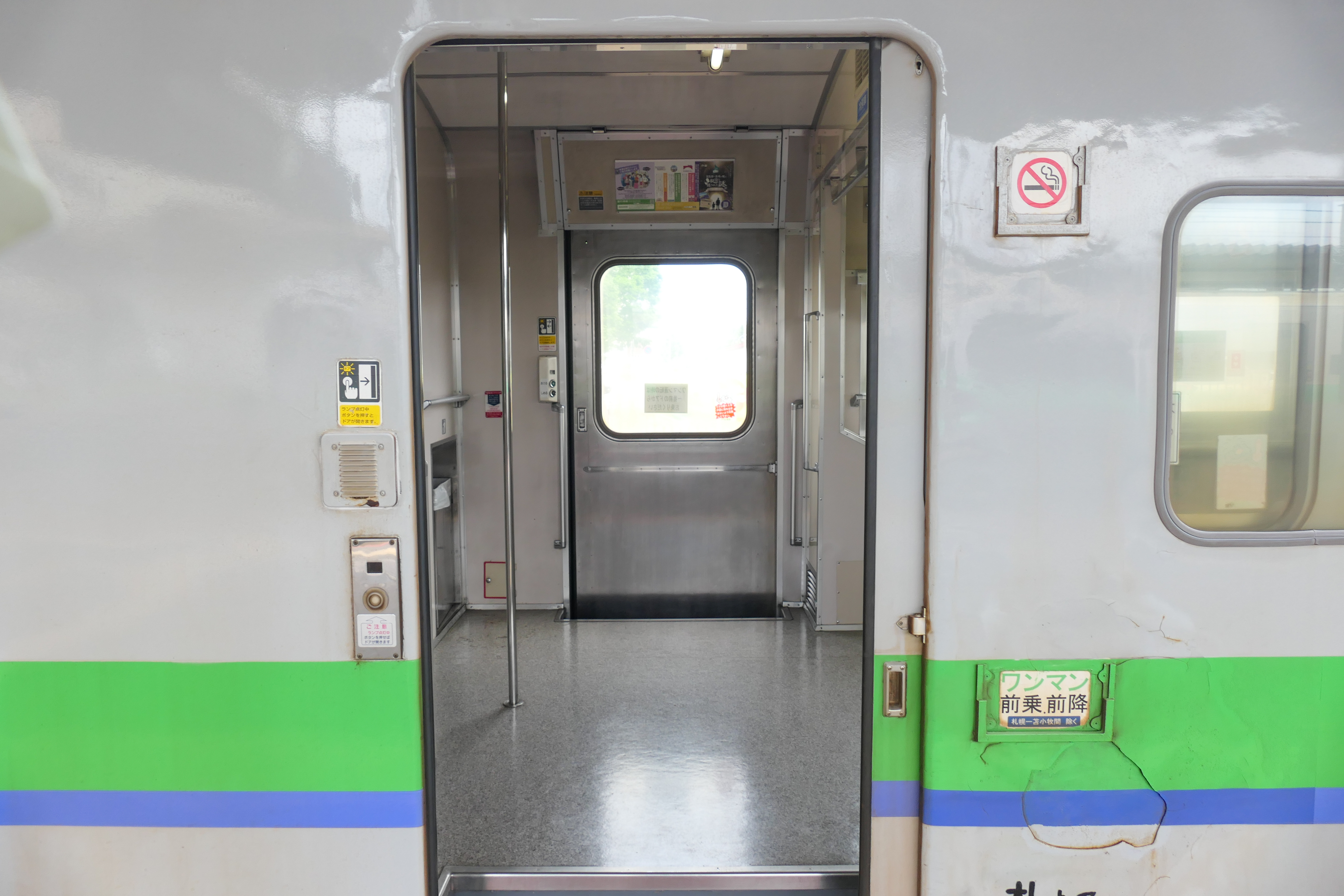
客用扉と半自動扉用のボタン（2022年6月）
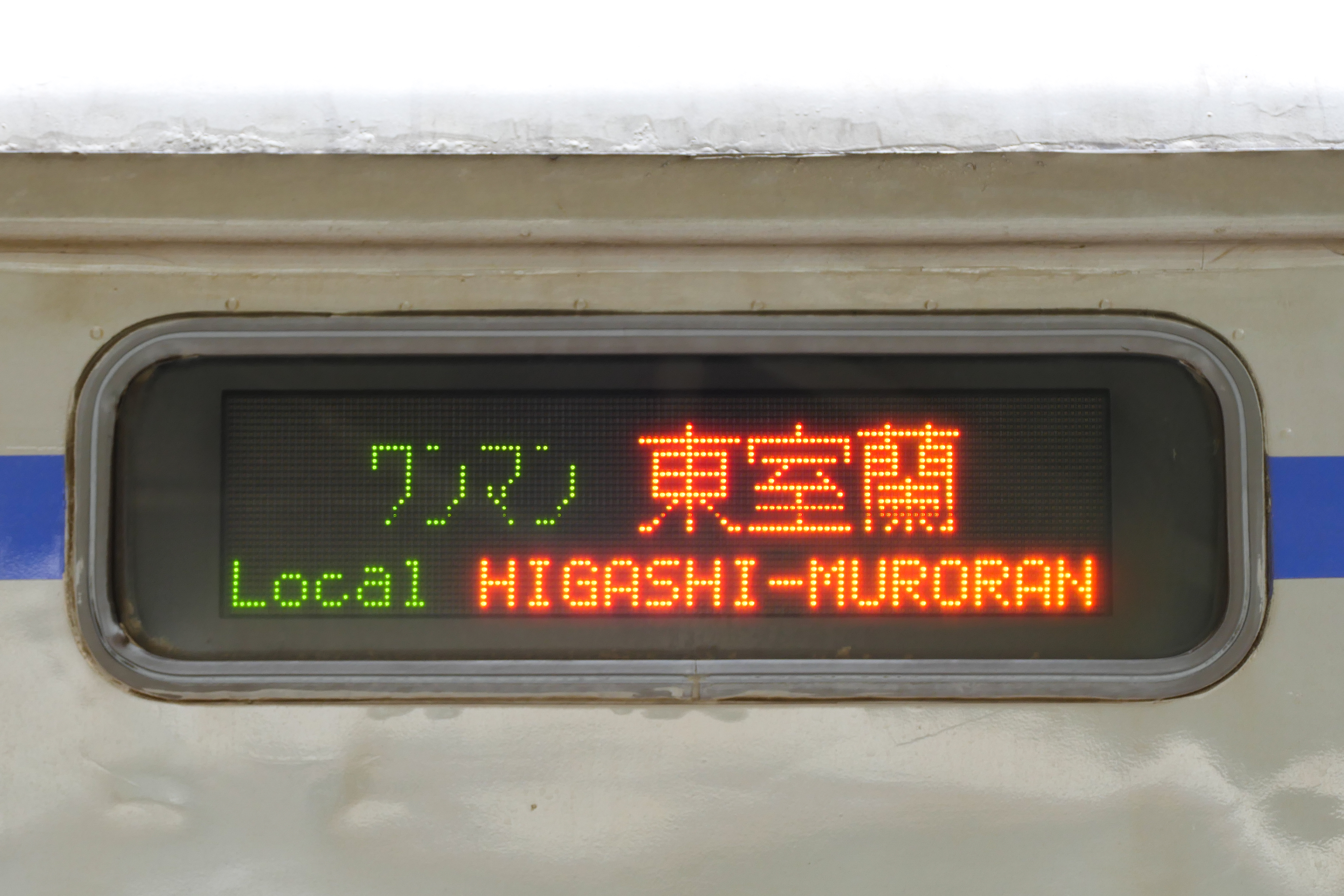
LED式の行先表示器（2022年6月）

ワンマン化改造・保全工事
2012年（平成24年）6月1日の札沼線（桑園駅 - 北海道医療大学駅間）電化および同年10月27日の全営業列車電車化に伴い、キハ143形を2両1ユニットのワンマン車両に再改造のうえで室蘭本線・千歳線に転用することとなった。このため、2011年（平成23年）11月から2012年（平成24年）9月にかけて、苗穂工場でワンマン運転対応のための機器を取り付けるとともに保全工事が施工された。工事施工による番号の変更はない。
改造点として、運転席部分にLCDディスプレイ運賃表示機と両替機つき運賃箱が、連結面間には転落防止用の外幌が設置されている。同時に、自動列車停止装置(ATS)はATS-DNに更新され、客車時代に準備工事が行われながらも気動車化改造時に撤去されていた側面行先方向幕はLED式行先表示器として再設置された。その他の内装にも床張りを張り替えた他多少変化がある。また自動案内放送も発音の高い物となり、放送内容も一部変更されている。
2012年（平成24年）10月1日現在、次のような組み合わせとなっている（150番台 + 100番台）。なお、キハ143-155は工事施工の対象外となり、JR東日本に譲渡された（後述）。
- キハ143-151 + キハ143-101
- キハ143-152 + キハ143-102
- キハ143-153 + キハ143-103
- キハ143-154 + キハ143-104
- キハ143-156 + キハ143-157

#### 車歴表
- 改造 - 釧路：釧路運輸車両所、五稜郭：五稜郭車両所、苗工：苗穂工場
- 配置 - 釧路：釧路運輸車両所、苫小牧：苫小牧運転所、苗運：苗穂運転所

#### 改造歴
- 改造 - 苗工：苗穂工場

### キサハ144形

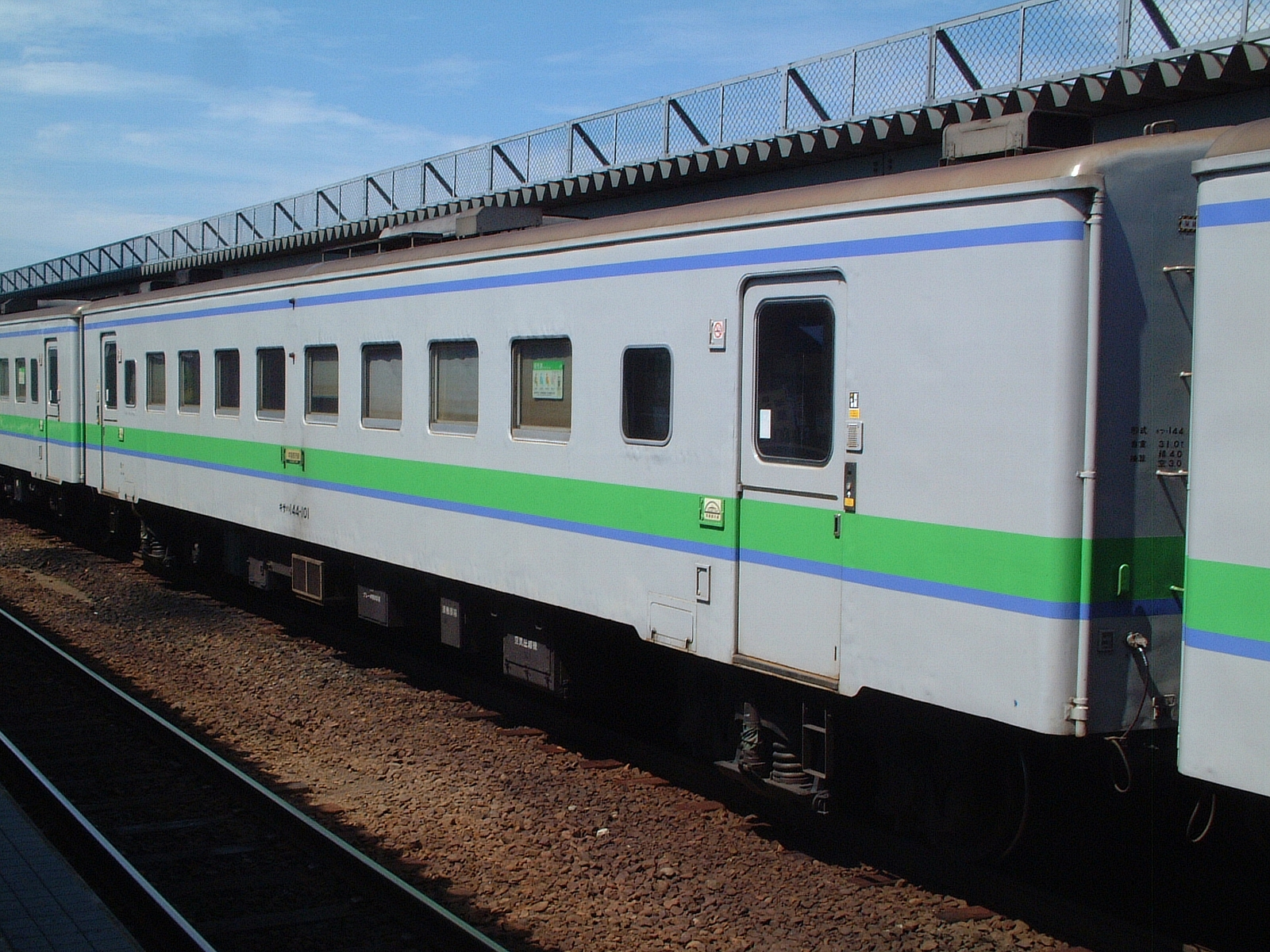
キサハ144-101（2007年8月 石狩当別駅）この車輌はJR東日本に譲渡された

1994年（平成6年）に4両 (101 - 103・151) が製作された。運転台は装備せず、駆動用エンジンも搭載しない付随車である。台車はキハ27形またはキハ46形気動車の廃車発生品から付随台車（TR51 形）を使用している。動力を持たないため、当初はキハ141形およびキハ142形、後にキハ143形の中間に連結して運用された。
改造当初は全車トイレ設備を残した状態で登場したが、このうち、101 - 103は1995年（平成7年）までに順次撤去予定とされ、キサハ144-151も1995年（平成7年）に苗穂工場でトイレを撤去し、キサハ144-104に改番されている。
当初は全車両が非冷房であったが、2001年（平成13年）にN-AU26冷房装置が搭載され、電源供給用の発電用エンジンを床下に搭載している。

#### 車歴表
- 改造 - 苗工：苗穂工場
- 配置 - 苗運：苗穂運転所

### 「SL銀河」用旅客車（700番台）
東日本旅客鉄道（JR東日本）では、2014年（平成26年）に動態復元された蒸気機関車C58 239を使用したSL列車「SL銀河」を、同年春から釜石線で運行することになった。だが、機関車単機では釜石線の陸中大橋駅 - 足ケ瀬駅間の上り勾配区間での走行が困難であることから、札沼線電化に伴い余剰となったキハ141系のうち4両（キハ142-201、キハ143-155、キサハ144-101、キサハ144-103）をJR北海道から購入し、動力装置を残したまま専用客車に再改造して使用することが決定した。
該当の4両は2012年（平成24年）11月26日から28日にかけて、改造先の郡山総合車両センターのある郡山駅へと輸送され、同年11月28日付でJR北海道での車籍を抹消、2014年（平成26年）1月23日付で盛岡車両センターに転入、編成全体の方向転換（転車台を使用）をした上で同24日に改造が完了、同25日に郡山総合車両センターを出場した。車番はジョイフルトレインで多用される700番台に改められた（改番照合表を参照）。JR東日本ではこの型式を「動力付きの客車」という意味で「旅客車」と呼んでいる。
運転室は保安装置がJR東日本向けに取り替えられ、ATS-SNからATS-Psに変更・追加装備された。また、防護無線装置はデジタル無線を導入した。
花巻方先頭車のキハ142-701と釜石方先頭車のキハ143-701の前面左側には、従来の他系列と併結する際に使用される制御・補助回路用の2つのジャンパ栓からC58形の動輪の軸温を監視・検知するためのKE100形ジャンパ栓に変更され、C58形との連結の際に連結して、キハ143-701に設置された業務用室でパソコンによる軸温の監視を行う。なお、キハ143-701側の連結器は密着自動連結器のままである。
釜石線での勾配区間では、運転士を機関車の他に本車の運転室にも乗務させて、乗務員用列車無線で連絡を取り合いながら動力協調運転を行うため、キハ142-701とキハ143-701の運転室には、ATS切替連動スイッチとSL補機スイッチが運転室の右側に、正面計器パネルの上部にSL補機の表示灯が設置されている。この2つのスイッチをオンにすることで、先頭の機関車のATS電源がオン本車のATS電源がオフの状態でも、上述のKE100形ジャンパ栓で機関車と連結している場合のみ、本車の主幹制御器によるノッチ進段が可能となり、動力協調運転ができるようになっている。ブレーキ装置は従来の自動空気ブレーキを使用しており、機関車の自動ブレーキ弁（自弁）により、引通されるブレーキ管を介して本車のブレーキ制御が可能であるため、本車のブレーキ弁をブレーキハンドルを取り外した抜取の位置の状態にして、運転士によるブレーキ操作は行わないようになっている。
エンジンおよび変速機はJR東日本の標準タイプのものに換装されており、キハ142-701にはDMF13HZE形 (300PS) を2基、キハ143-701にはDMF13HZD形 (450PS) を1基を搭載して、変速機は両車ともDW14A-B形を装備している。また、キハ143-701とキサハ144-701・702には発電用エンジンを搭載しており、各車に冷房用の電源を給電しているが、キハ142-701だけは1基の走行用エンジンに発電機を取付けて、自車に冷房用の電源を給電している。
編成は指定席車およびオープンスペース車からなる。キハ142-701を除く3両は、花巻方の客室扉が撤去され、各車片側1箇所ずつの配置となっており、定員は180名となっている。また、側窓は陸中大橋駅 - 足ケ瀬駅の長大トンネルを通過の際に車内に煙が侵入しないよう、従来の二重窓を残している。
内外装デザインは、宮沢賢治の童話「銀河鉄道の夜」と「東北の文化・自然・風景を通してイマジネーションの旅」をコンセプトとしている。デザインプロデュースは、奥山清行代表のKEN OKUYAMA DESIGNが担当した。
外装は「銀河鉄道の夜」をイメージしており、4両ごとに半分ずつ、それぞれ異なる濃度の色合いを用いたグラデーションになっている。これは「夜が明け、朝へと変わりゆく空」を表現したものであり、花巻寄りの1号車の先端が明るい青色で、釜石寄りに進むにつれて色調が濃くなり、4号車の先端が濃紺色になっている。また、それぞれ星座や動物（1号車：さそり座、2号車：いて座、3号車：わし座、4号車：はくちょう座）をシンボル化しているが、シンボル化された星座は真鍮による別貼り式となっており、「SL銀河」のロゴも含めて立体感を演出している。
客室の内装は宮沢賢治が生きた大正・昭和の世界観をイメージして、「東北の文化、自然、風景を通してイマジネーションの旅へ」をデザインコンセプトに、床面や側壁を木目調とし、通路には赤いじゅうたんが敷かれており、南部鉄器風の荷棚やステンドグラス風の飾り照明、ガス灯風ランプを採用して宮沢賢治の生きた大正から昭和をイメージしている。ボックス席には星座をモチーフにしたパーティションで区切られており、ブラインドをカーテンに替えるなど個室のような印象をあたえており、非日常の空間を提供する。オプショナルコンテンツとして、1号車から4号車にかけて、それぞれ宮沢賢治に関する資料を展示したギャラリーを設置。4号車はオープンスペース車として、車椅子対応のバリアフリートイレ、売店、ラウンジを設置している。指定座席は1号車と4号車の半室と2号車と3号車の全室の約180席を用意し、1号車の運転台側には月と星のミュージアムの後方に定員6名程度のプラネタリウム室があり、設置されている小型プラネタリウムを用いて約10分間のオリジナルプログラム「銀河鉄道の夜」が上映される。
キハ142-701のみ種車が非冷房車であったため冷房改造工事を行っている。また、キサハ144-702は種車の座席を撤去して、新規に高速バス等で採用されている汚物タンク便器一体型（汚物タンクは床上設置）のトイレに改造し、キハ143-701については種車の和式便所を撤去し、種車の循環式の汚物処理装置を再利用したバリアフリー対応トイレに改造された。
種車の製造から40年が経過して老朽化が顕著になったことから、2021年（令和3年）11月19日に2023年（令和5年）春をもって引退することが発表された（詳細は後述）。
2023年6月19日にDE10 1764の牽引によって秋田総合車両センターへ廃車回送され、翌20日に除籍された。

#### 車歴表
- 改造 - 郡山：郡山総合車両センター
- 配置 - 盛岡：盛岡車両センター

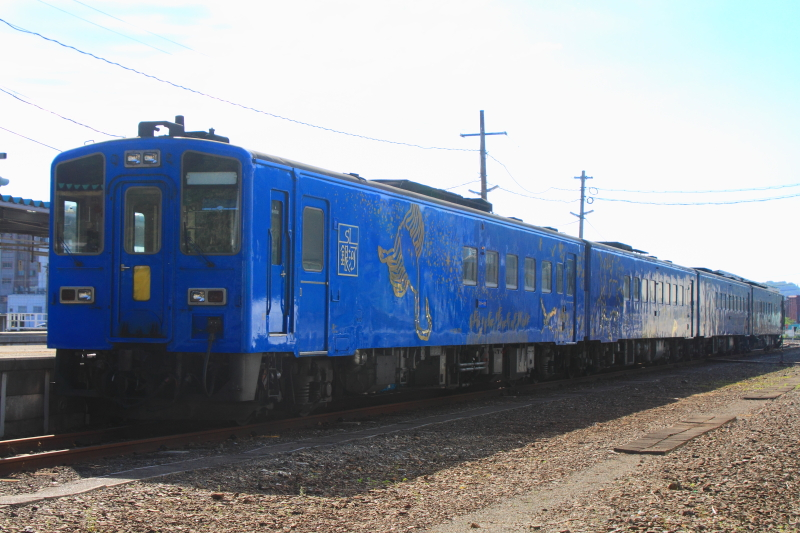
JR釜石線 釜石駅 キハ141系700番台「SL銀河」
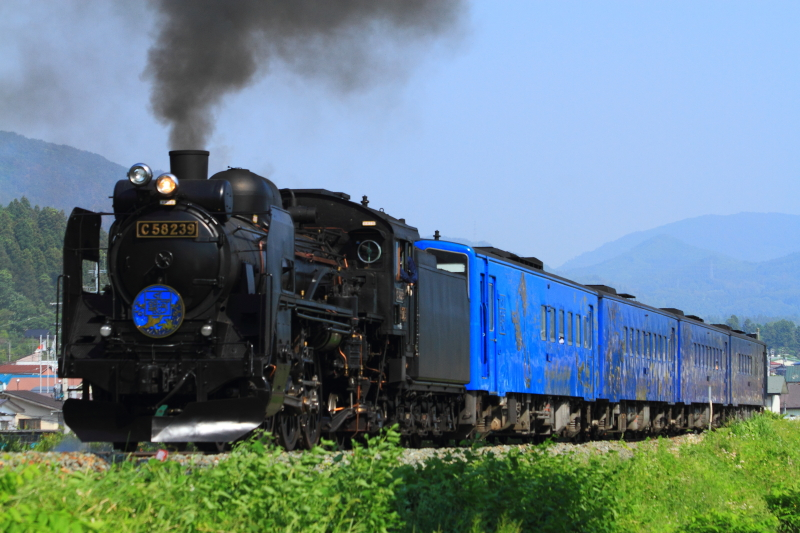
C58 239に牽引されるキハ141系700番台

### 「赤い星」・「青い星」
JR北海道が「スタートレイン計画」として2027年春から運転を開始する計画となっている豪華観光列車。「くしろ湿原ノロッコ号」・「富良野・美瑛ノロッコ号」の車両老朽化による運転終了に伴う代替も兼ねて、キハ143形8両を再改造した「赤い星」編成と「青い星」編成の4両編成2本を導入する。車両デザインは水戸岡鋭治が担当する。

## 運用

### JR北海道
落成当初から全車両が苗穂運転所に配置され、札沼線（学園都市線）の（札幌駅 - ）桑園駅 - 北海道医療大学駅間を中心に使用された。キハ40形300番台・330番台・キハ48形1330番台などとの共通運用であり、専らこれらの車両と併結して運用されることが多かった。また、冷房非搭載のキハ141形・キハ142形はラッシュ時を中心に使用された。
団体臨時列車に使用されることも多く、札幌駅から千歳線経由で日高本線様似駅まで直通運転する「優駿浪漫号」、「バーベキューカー」ナハ29000形を中間に連結した運用、6連での札幌駅 - 富良野駅間の「ヘルシーウォーキング」号、石勝線夕張駅乗り入れなどの実績がある。また、中間にマヤ34形などの事業用客車を連結した事業用列車として道内各地で運転されたこともある。
1999年（平成11年）7月5日から9月20日にかけては、キハ142-153等にアニメ「ドラえもん」とタイアップしたステッカー装飾が施された。
2005年（平成17年）3月には、老朽化を理由にキハ141-1、キハ142-1の2両が廃車となった。
2012年（平成24年）6月1日のダイヤ改正で札沼線の（札幌駅 - ）桑園駅 - 北海道医療大学駅間が交流電化され、同区間の列車の一部が電車に置き換えられた。これに伴い、キハ141形・キハ142形の一部に余剰が生じ、同年6月11日付で2両（キハ141-14、キハ142-114）が廃車となり、苗穂工場で解体された。また、同年6月20日付で4両（キハ141-7、キハ141-8、キハ142-7、キハ142-8）、同21日付で4両（キハ141-9、キハ141-10、キハ142-9、キハ142-10）、同年7月6日付で4両（キハ141-11、キハ141-12、キハ142-11、キハ142-12）がそれぞれ車籍を抹消され、ミャンマー国鉄に譲渡された。
2012年（平成24年）10月27日のダイヤ改正で、札沼線の（札幌駅 - ）桑園駅 - 北海道医療大学駅間の列車が全て電車に置き換えられた。このため、本系列は同区間での営業運転を終了し、キハ143形の2両編成×5本（合計10両）はワンマン運転対応工事を施工の上で苫小牧運転所へ転属し、室蘭本線・千歳線に転用された。
一方、キハ141形・キハ142形・キサハ144形はすべて定期運用から撤退し、同年10月31日付で2両（キサハ144-102、キサハ144-104）が廃車となり、苗穂工場で解体された。また、同年11月14日付で4両（キハ141-2、キハ141-3、キハ142-2、キハ142-3）、同22日付で4両（キハ141-4、キハ141-5、キハ141-6、キハ142-4）、同年12月5日付で2両（キハ141-13、キハ142-13）がそれぞれ車籍を抹消され、ミャンマー国鉄へ譲渡された。さらに、4両（キハ142-201、キハ143-155、キサハ144-101、キサハ144-103）は同年11月28日付で車籍を抹消され、東日本旅客鉄道（JR東日本）に譲渡された。保留車として苗穂運転所の構内に留置されていた2両（キハ142-5、キハ142-6）も2015年（平成27年）3月31日付で廃車となり、苗穂工場で解体された。
2016年（平成28年）4月1日時点では、キハ143形2両編成5本（10両）が苫小牧運転所に配置されていたCITEREFRF（663）2016。主に室蘭本線（室蘭駅 - 東室蘭駅 - 苫小牧駅間）の普通列車として運用され、1日1往復のみ札幌駅（千歳線・函館本線経由）へ乗り入れる運用も存在した。これらはかつての711系電車による運用を置き換えたもので、新車導入コストの抑制および室蘭本線・千歳線で使用されていた711系を函館本線・札沼線（学園都市線）を含む札幌都市圏で再活用することが目的であった。
2023年（令和5年）5月20日、737系電車の営業運転開始に伴い、本形式は前日の同年5月19日をもって室蘭本線での運用を終了した。運用終了後は別の用途を検討するとしていたが、2024年（令和6年）4月1日に『JR北海道グループ中期経営計画2026』において観光列車へ改造することが発表された。本形式を改造する観光列車は「赤い星」「青い星」の2編成を導入予定で、車両デザインおよび内装デザインについては、水戸岡鋭治が担当する予定である。

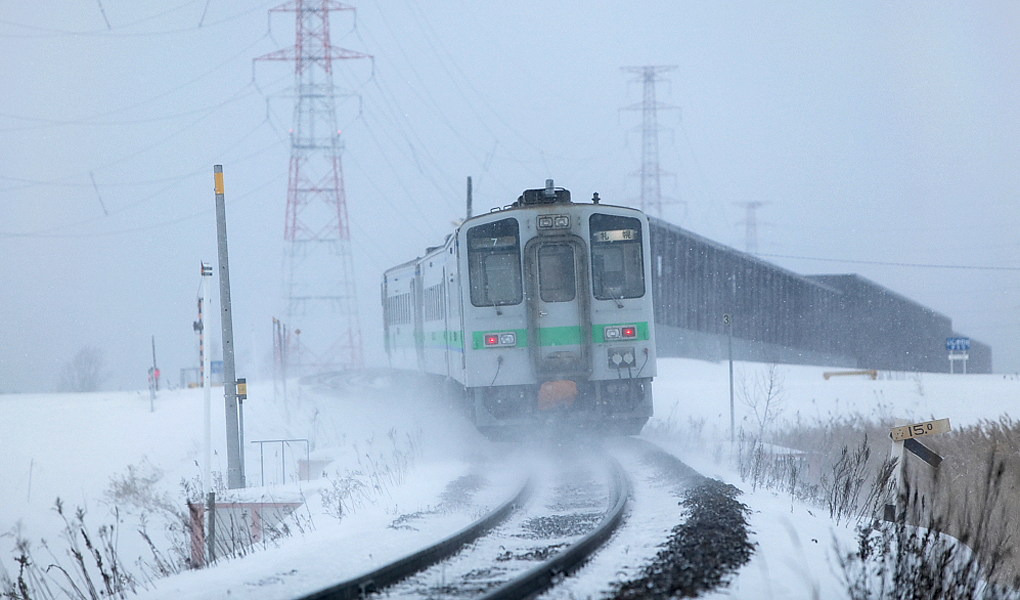
札沼線で運用されるキハ142-7 あいの里公園 - 石狩太美間
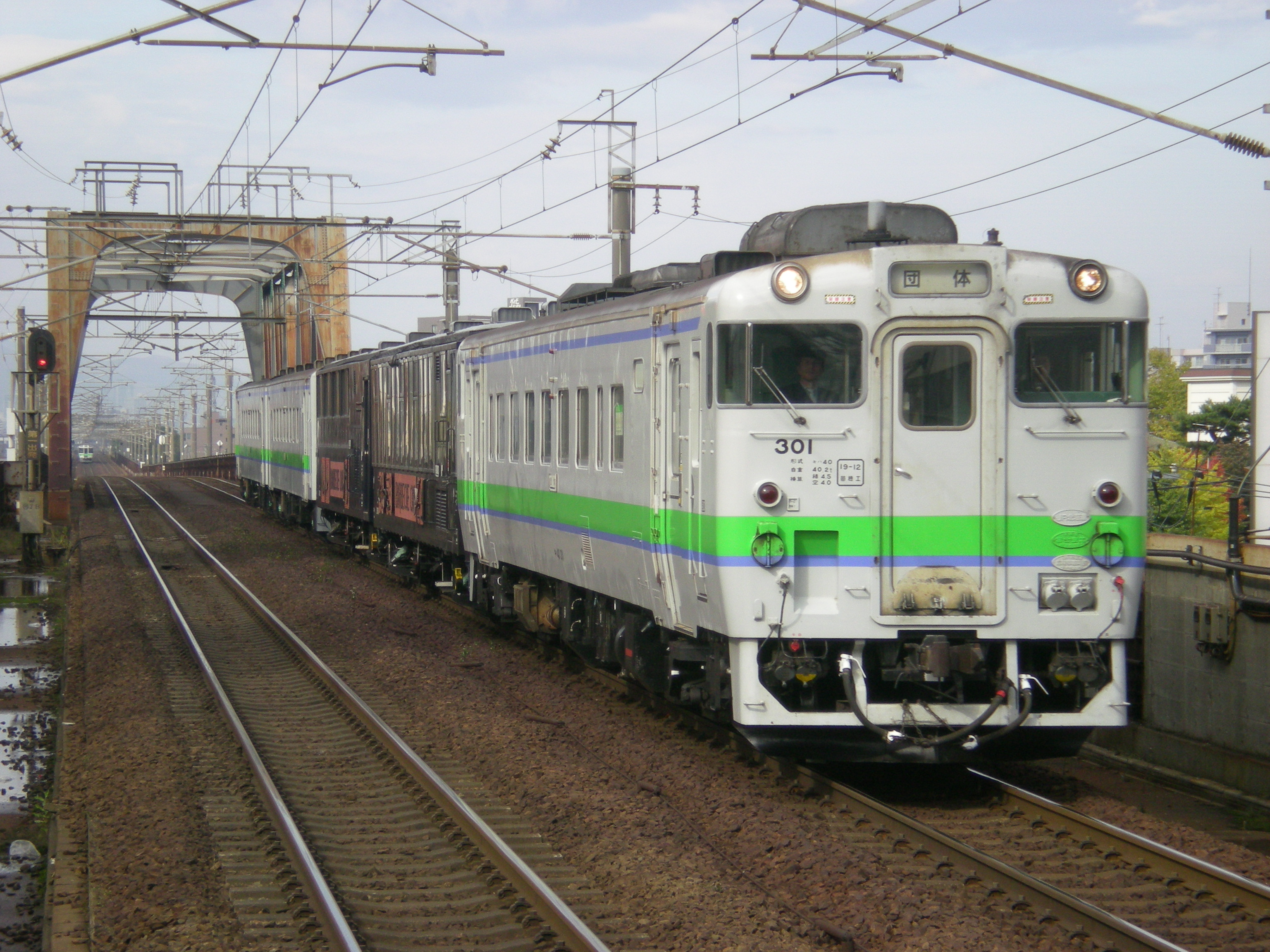
バーベキュー列車に使用されるキハ141形とキハ142形 （後ろ2両、千歳線新札幌駅）

### JR東日本
700番台4両編成1本が盛岡車両センターに配置されている。上述のとおり、2012年（平成24年）10月27日のダイヤ改正で運行を終えた一部の車両を購入し、動力装置付客車として蒸気機関車C58 239と共に使用している。2014年（平成26年）4月12日から、「SL銀河」として営業運行を開始した。
運行区間は釜石線（花巻駅 - 釜石駅間）で、2日で1往復、すなわち1日の内釜石行きか花巻行きかのどちらかの方面へ行く運行内容とされている。釜石行きと花巻行きがそれぞれ40日ずつ運行され、合計年80日程度運行される。C58 239牽引時、ブレーキ操作の取り扱いは行わないため、抜取の位置にしてブレーキハンドルを取り外した状態にし、運転士は機関車側運転士との無線連絡を通じてマスター・コントローラーによる動力装置の調整のみの操作を行う。また、盛岡駅 - 花巻駅間の回送運転では、これまでの蒸気機関車牽引列車では別の機関車を用意して牽引する必要があったが、同車の導入により、気動車列車が蒸気機関車を牽引して運転するというスタイルが生まれた。これによって、別途機関車を手配する手間を省略し、より効率の良い運用を実現させた。基本的に単独で自走することはないが、郡山総合車両センターで車両検査後の試運転では、磐越東線を自走で運行する。
2021年11月、2023年（令和5年）春をもって客車（=本車両）の老朽化を理由に「SL銀河」の運行を終了する予定であると発表された。同年6月3日・4日の運行をもって定期運用を終了し、6月10日・11日の団体臨時列車を最後に運行を終了した。

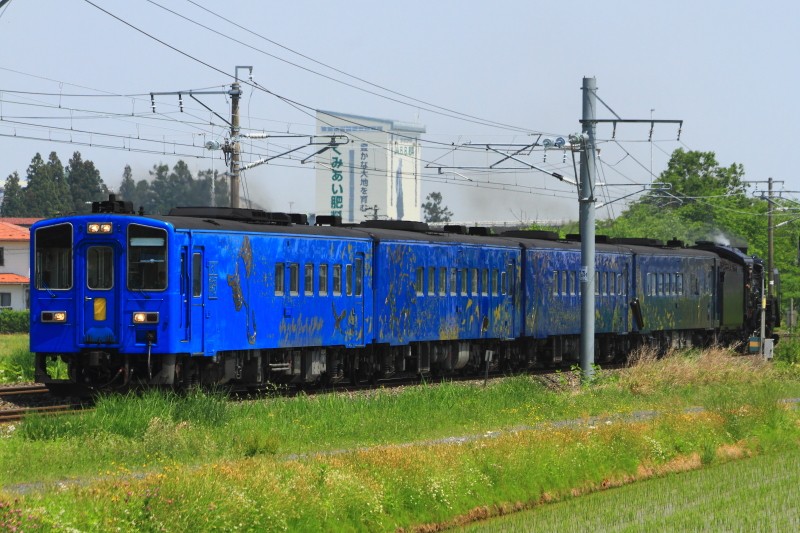
C58 239を従えて走行するキハ141系700番台 （花巻空港駅 - 花巻駅間）

### ミャンマー国鉄への譲渡
2012年（平成24年）6月1日・10月27日の札沼線電化によって廃車となったキハ141形・キハ142形の大半はミャンマー国鉄へ譲渡された。
2012年（平成24年）6月20日付で4両（キハ141-7、キハ141-8、キハ142-7、キハ142-8）、同21日付で4両（キハ141-9、キハ141-10、キハ142-9、キハ142-10）、同年7月6日付で4両（キハ141-11、キハ141-12、キハ142-11、キハ142-12）がそれぞれ車籍を抹消され、合計12両が札幌貨物ターミナル駅から日本貨物鉄道（JR貨物）東室蘭駅を経て陣屋町駅へ甲種輸送された。
同年11月14日付で4両（キハ141-2、キハ141-3、キハ142-2、キハ142-3）、同22日付で4両（キハ141-4、キハ141-5、キハ141-6、キハ142-4）、同年12月5日付で2両（キハ141-13、キハ142-13）がそれぞれ車籍を抹消され、合計10両が札幌貨物ターミナル駅からJR貨物東室蘭駅へ甲種輸送された。
2013年（平成25年）1月から試験走行を行ったうえで、同年8月時点では首都ネピドーと古都ピイを約11時間かけて結ぶ昼行列車に充当されている。車内設備や塗装はJR北海道在籍時とほぼ同じだが、改軌、屋根上の通風器・無線アンテナおよびホイッスルカバーの撤去、客扉部へのステップおよび手すりの増設などの改造が施工されている。また、サボ受けの「学園都市線」と書かれたステッカーや旧形式表記などは車両により存置・撤去状況に差がある。
改番は以下の通り。
- キハ141-10, 11→RBE2585, RBE2586
- キハ142-10, 11→RBE5047, RBE5048